# 170
El año 170 (CLXX) fue un año común comenzado en domingo del calendario juliano, en vigor en aquella fecha.
En el Imperio romano el año fue nombrado el del consulado de Claro y Cornelio, o menos frecuentemente, como el 923 ab urbe condita, siendo su denominación como 170 a principios de la Edad Media, al establecerse el anno Domini.

## Acontecimientos
- 3 de mayo: en la costa del mar de Mármara, cerca del pueblo de Cícico (40°23′N 27°52′E / 40.38, 27.87, en Turquía) sucede un terremoto de 7,0° en la escala sismológica de Richter.
- Marco Aurelio escribe el libro Meditaciones durante esta década.
- Sublevaciones en Lusitania.[1]
- Redacción de la obra Diatessaron del autor cristiano Taciano. Obra base de la literatura paleocristiana.
- Se redacta el Canon de Muratori. La lista más antigua de libros canónicos del Nuevo Testamento.

## Nacimientos
- Ulpiano, importante jurista romano de origen fenicio (f. 228).

## Fallecimientos
- Claudio Ptolomeo